# Saab 9-4X
Saab 9-4X- середньорозмірний кросовер, який General Motors виготовляв під маркою Saab. Він збирався у Мексиці. 

## Опис

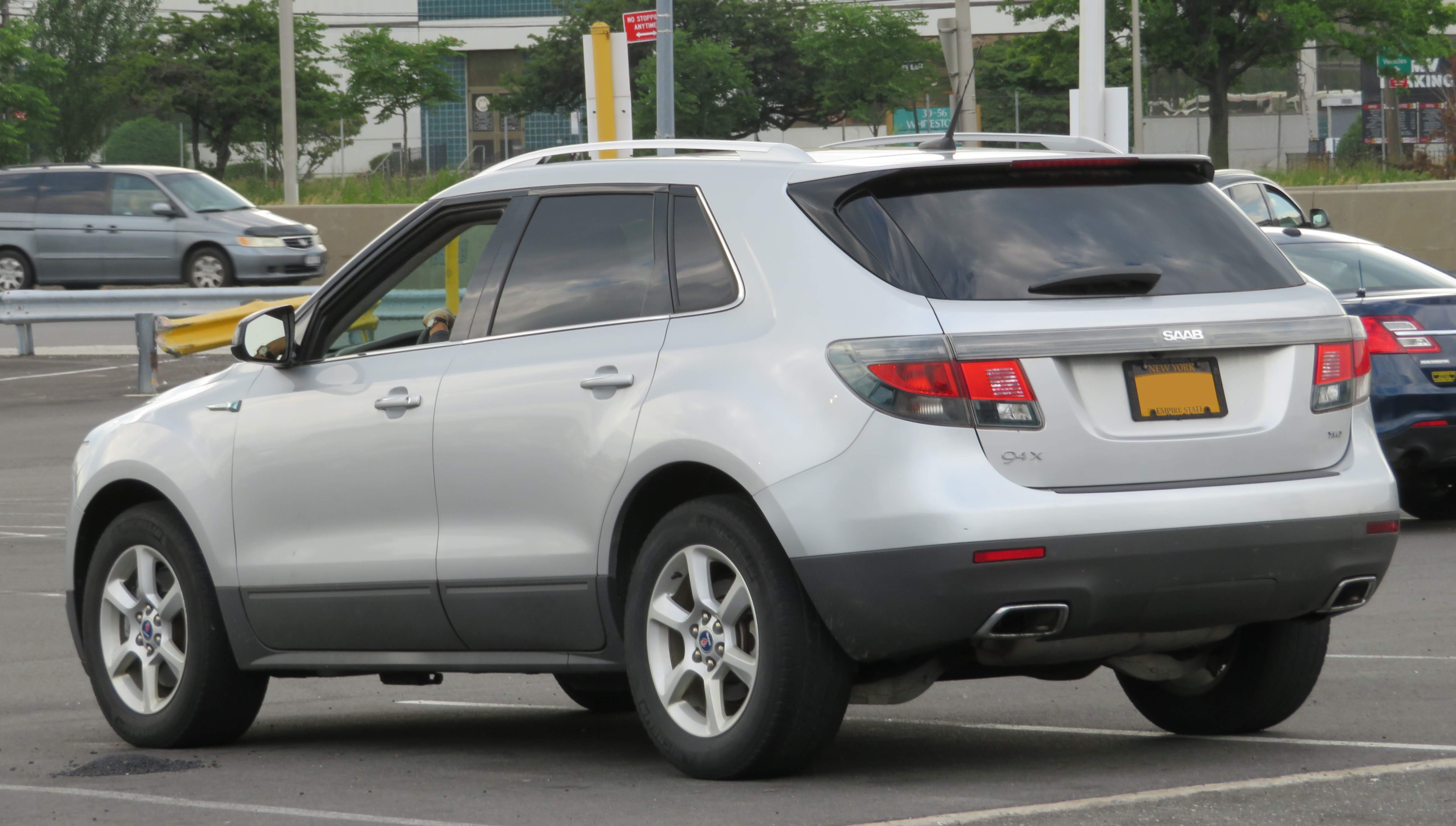
Saab 9-4X

Автомобіль планувався як ключовий елемент повернення шведському підрозділу концерну рентабельності. Однак важке фінансове становище всього концерну, що вилилося в банкрутство, і стрімкі зміни в його структурі не дозволили організувати масовий випуск моделі. В результаті автомобільна компанія Saab, відчужена зі структури GM, була змушена оголосити про банкрутство.

Прототип даної моделі був представлений вперше в січні 2008 року на автосалоні в Детройті під ім'ям Saab 9-4X Concept. Saab 9-4X BioPower був представлений як серійна модель наприкінці 2010 р. Використовує спільну з Cadillac SRX виробничу платформу під назвою GM TE.

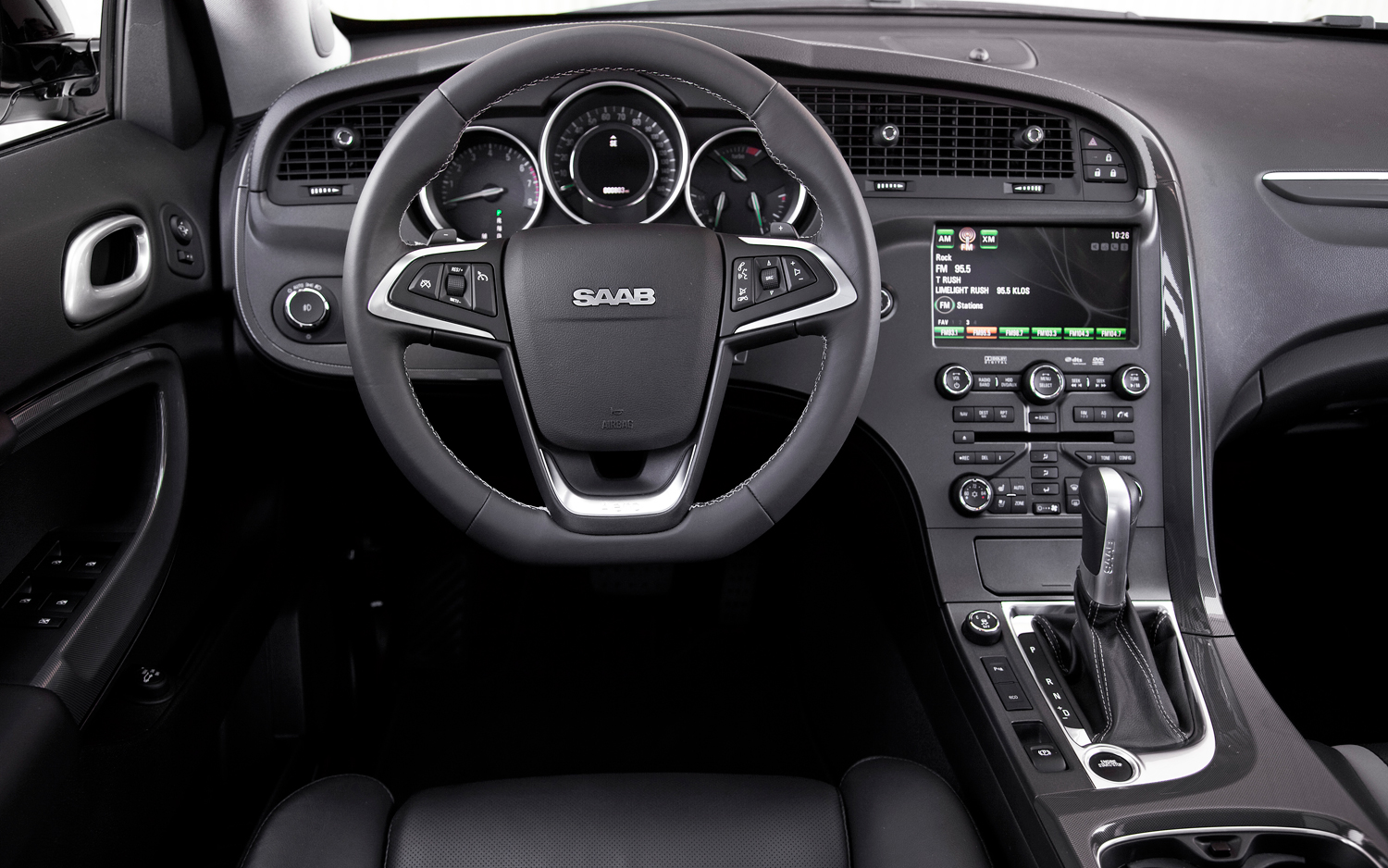

Автомобіль займає положення на сходинку нищу за Saab 9-7X. 
Saab 9-4X мав два можливих варіанти бензинового двигуна V6: робочим об'ємом 2,8 л з турбонаддувом потужністю 300 к. с. і 3,0 л потужністю 265 к. с. Коробка передач одна - шестидіапазонний гідромеханічний агрегат. Для європейського ринку - дволітровий дизель з подвійним турбонаддувом і потужністю 190-сил. Фірмовий повний привід Advanced Saab XWD завдяки муфті Haldex підключає задній привід лише при необхідності.

## Двигуни
- 2.8 L Turbo LAU V6 300 к.с.
- 3.0 L LF1 V6 265 к.с.